# 張勛 (正統進士)
張勛（1411年—？），字彜鼎，陝西鞏昌府會寧縣人，軍籍。明朝政治人物。進士出身。

## 生平
陝西鄉試第二十六名。正統四年（1439年）己未科會試第六十五名，殿試登進士第二甲第九名。

## 家族
曾祖父張惟詔。祖父張忠。父亲張永福。